# Капела Веспучи
Капелата на Веспучи (на италиански: Cappella Vespucci) е семеен параклис на флорентинския род Веспучи, разположен във втората дясна ниша на наоса на църквата „Онисанти“ във Флоренция.
Капелата е украсена със стенописите „Пиета“ и „Дева Мария на милосърдието“, изпълнени през 1472 г. от флорентинския художник Доменико Гирландайо.

## История
Веспучи са видна флорентинска фамилия от района Борго Онисанти, съставена от богати търговци и банкери, съюзници на фамилията Медичи. Член на фамилията е и известния мореплавател Америго Веспучи.
Украсата на фамилната капела на Веспучи е завършена през 1471 – 1472 г. от младия тогава Доменико Гирландайо. През същата 1472 година, или малко преди това художникът встъпва в Братството на Свети Лука – обединение на флорентински живописци, скулптури, ювелири и други майстори, имащи отношение към изобразителното изкуство. Стенописите в капелата са сред първите му самостоятелни творби и според Вазари, с тях той „..завоюва велика слава и придобива известност...“. В стари времена по време на множеството преустройства фреските са замазани и са преоткрити едва през 1878 г. под дебел слой мазилка. Поради това стенописите са претърпели значителни щети, като са унищожени краищата им и фигурите на двама светци в ниши. Централната част на двете основни изображения обаче е сравнително добре запазена.

## Описание
В долната част е изобразена сцената „Пиета“, на фона с крепостен град и обграден от изображения на двама светци в ниши които са почти напълно унищожени. В преден план е сваленото от кръста тяло на мъртвия Христос, белязано от раните на разпятието. Зад него е Богородица, която го е прегърнала, а краката му държи руса жена, вероятно Мария Магдалена. Около тях е изобразена група светци, включително Йосиф от Ариматея и Никодим. На заден план се вижда хълма Голгота с основата на кръста и стените на Йерусалим.
В горната част е изобразена сцената „Дева Мария на милосърдието“, под чието широко наметало, поддържано от два ангела, са коленичили множество лица, в изобразяването на които Гирландайо за първи път демонстрира изключителните си умения в портретната живопис. Богородица е изобразена изправена в центъра на композицията, с протегнати ръце и леко наклонено тяло, с високо завързан колан, която я кара да изглежда бременна. Тя е стъпила върху мраморен постамент с надпис на латински „MISERICORDIA DOMINI PLENA EST TERRA“ („Земята е пълна с милостта на Господа“).
Около нея са изобразени коленичилите членове на семейство Веспучи, сред които и младия Америго Веспучи (първият отляво на Богородица).
На преден план, в поклон пред Божията майка са изобразени побелял възрастен мъж, облечен в червено, вероятно главата на семейството, и една жена, облечена в черно, може би неговата съпруга. От дясната страна са жените от фамилията, сред които изпъква образът на жена с розова дреха, с бръснато чело според модата на онова време. От лявата страна са изобразени мъж в профил, с беззъба уста, вероятно архиепископа на Флоренция, който в онези години е Джовани де Диотисалви, облечен в мантия, богата украсена със златен брокат. До него са монах с бяла шапка, който се идентифицира като Симоне Веспучи, благодетел и основател на болницата Сан Джовани ди Дио, облечена в черно фигура, и възрастен търговец с остри очи и червена шапка.